# Fredelão de Ruergue
Fredelão de Ruergue (c. 760 - c. 849) foi um nobre feudal da Alta Idade Média francesa, tendo sido detentor do título de conde de Ruergue entre 770 e 840.

## Relações familiares
Foi filho de Gilberto de Ruergue e de Berta de Ruergue.[carece de fontes?] Casou com Aude de Autun, filha de Teodorico I de Autun e de Aude de França, filha de Carlos Martel, de quem teve:
1. Senegunda de Ruergue (c. 785 - 885) condessa de Ruergue, casada com Fulcoaldo de Ruergue, conde de Ruergue pelo casamento entre 820 e 845 e tido como tendo sido o fundador da dinastia condal que governou Tolosa, tendo por vezes estendido o seu poder sobre os territórios Gótia (Septimânia).